# 玛韦尔·莫斯克拉
玛韦尔·莫斯克拉（西班牙語：Mabel Mosquera，1969年7月1日—），哥伦比亚女子举重运动员。她曾代表哥伦比亚参加2004年夏季奥林匹克运动会举重比赛，获得女子53公斤级铜牌。